# Логишинський район
Логишинський район — адміністративно -територіальна одиниця в БРСР у 1940—1962 роках . Утворена 15 січня 1940 року в складі Пінської, а з 8 січня 1954 року Брестської області. Центр — село (з 1959 року — селище міського типу) Логишин. Площа району 1,1 тис. км² (1941).
12 жовтня 1940 року поділено на 11 сільських рад: Богданівську, Бабриківську, Добраславську, Дубровську, Заборавицьку, Загородську, Логішинську, Паріцьку, Хворосновську, Чамеринську, Чуховську.
З 8 січня 1954 р. у Берестейській області. 16 липня 1954 року скасовано Богданівську, Добраславську, Дубравську, Заборавецьку та Чамеринську сільські ради, утворено Лищанську сільську раду  . 14 жовтня 1957 року до району приєднана Масявицька сільська рада скасованого Жабчицького району . 31 березня 1959 року Хворуснівську сільську раду скасовано  . 8 серпня 1959 року приєднано Виганащавську, Гортальську, Коланську, Річкову та ін. Теляхани відміненого Телеханського району . 22 грудня 1959 року село Логишин отримало статус селища міського типу, Логишинську сільську раду ліквідовано, а її населені пункти передано в адміністративне підпорядкування Логишинської селищної ради. 8 березня 1960 року Чухівську сільську раду перейменовано в Навадворську .
25 грудня 1962 року Логішинський район скасовано, територію приєднано до Пінського району, а село Багданівка передано Лунінецькому району.